# (5179) Takeshima
(5179) Takeshima (1989 EO1) – planetoida z pasa głównego asteroid okrążająca Słońce w ciągu 3,51 lat w średniej odległości 2,31 j.a. Odkryta 1 marca 1989 roku.